# Mitsubishi F-2
Mitsubishi F-2 (vzdevek: "Viper Zero") je japonska licenčna verzija ameriškega lovca General Dynamics F-16 fighting falcon. F-2 sta proizvajali japonski Mitsubishi Heavy Industries (MHI) in ameriški Lockheed Martin v 60/40 razmerju. Proizvodnja se je začela leta 1996 in je obsegala 94 letal. Edini uporabnik so Japonske letalske sile. F-2 je bilo prvo operativno letalo s AESA radarjem.
Razlike v primerjavi s F-16:
- 25% večja površina krila
- Več kompozitnih materialov
- Daljši in širši nos za AESA radar
- Večji vstopnik za zrak
- Večji horiznotalni rep
- Drugačen pokrov kabine
- Možnost oborožitve s protiladijskimi raketami ASM-1 in ASM-2

## Specifikacije(F-2A)
Podatki iz Wilson, Stewart (2000). Combat Aircraft since 1945. Fyshwick, Australia: Aerospace Publications. ISBN 1-875671-50-1.
Splošne karakteristike
- Posadka: 1 (2 za F-2B)
- Dolžina: 15,52 m (50 ft 11 in)
- Razpon kril: 11,13 m (36 ft 6 in)
- Višina: 4,69 m (15 ft 5 in)
- Površina kril: 34,84 m² (375 ft²)
- Teža praznega letala: 9527 kg (21000 lb)
- Naložena teža: 14970 kg (33000 lb)
- Maks. vzletna teža: 22090 kg (48700 lb)
- Pogon letala: 1 × General Electric F110-GE-129 turbofan z dodatnim zgorevanjem
  - Potisk motorjev (suh): 76 kN (17000 lbf)
  - Potisk motorjev z dodatnim zgorevanjem: 120–125 kN (29500 lbf)

 Zmogljivost 
- Maks. hitrost: Mach 2,0; 2124 km/h
- Doseg: 834 km (520 milj)
- Višina leta: 18000 m (59000 ft)
- Obremenitev kril: 430 kg/m² pri teži 15000 kg (88 lb/ft²)
- Razmerje potisk/teža: 0,89

Oborožitev

- Največji bojni tovor 8 ton
- 20 mm M61 Vulcan Gatlingov top
- Rakete zrak-zrak: AIM-9 Sidewinder, AIM-7 Sparrow, Mitsubishi AAM-3, Mitsubishi AAM-4
- Rakete zrak-zemlja: protiladijski raketi ASM-1 in ASM-2, prostopadajoče in vodene bombe, npr. JDAM
- Drugo: J/AAQ-2 FLIR

Letalska elektronika

- Mitsubishi AESA radar